# HD67264
HD67264 — хімічно пекулярна зоря спектрального класу B, що має видиму зоряну величину в смузі V приблизно  8,7.
Вона  розташована на відстані близько 3397,5 світлових років від Сонця.